# Damian Miller
Damian Donald Miller (né le 13 octobre 1969 à La Crosse, Wisconsin, États-Unis) est un receveur de baseball qui joue dans les Ligues majeures de 1997 à 2007.
Il remporte la Série mondiale 2001 avec les Diamondbacks de l'Arizona et représente cette équipe en 2002 au match des étoiles.

## Carrière
Damian Miller est drafté par les Twins du Minnesota en 20e ronde de sélection en 1990. 
Alors que les activités du baseball majeur sont paralysées par une grève des joueurs au début 1995, Miller fait partie des joueurs de remplacement qui acceptent de commencer la saison 1995 advenant la poursuite du conflit. Celui-ci est réglé et la saison peut commencer au printemps 1995, donc aucun joueur de remplacement n'est finalement utilisé, mais en raison de sa disponibilité comme briseur de grève, Miller ne devient jamais membre durant sa carrière de l'Association des joueurs, le syndicat qui représente les joueurs de la MLB. Il n'apparaît donc dans aucun jeu vidéo officiel de la ligue, ni aucune marchandise officielle commémorant la conquête de la Série mondiale en 2001 par les Diamondbacks de l'Arizona.
Miller joue son premier match dans les majeures avec les Twins du Minnesota le 10 août 1997. Il frappe ses deux premiers coups de circuit et produit 13 points en 25 parties pour les Twins en fin de saison 1997. Une fois le calendrier terminé, les Twins laissent Miller sans protection en prévision de la draft d'expansion qui se déroule en novembre et qui permet à deux nouvelles franchises, les Devil Rays de Tampa Bay et les Diamondbacks de l'Arizona, de sélectionner des joueurs évoluant parmi les 28 autres équipes de la Ligue majeure. Miller est le 47e athlète choisi au total dans cette procédure d'exception, et est le 24e joueur sélectionné par Arizona.
Il n'est pas avec l'équipe lors des premiers matchs de son histoire mais rejoint le club en mai 1998 et joue 57 parties avec eux durant la saison. En 1999, il dispute 86 parties derrière le marbre et est le receveur le plus utilisé par les Diamondbacks. En attaque, il frappe onze coups de circuit et atteint un nouveau record personnel de 47 points produits.
En 2000, il affiche sa moyenne au bâton la plus élevée en carrière (,275) et produit 44 points en 100 matchs joués.
En 2001, Miller apparaît dans 123 parties, son plus haut total en ligue majeure. Il frappe 103 coups sûrs, dont 13 circuits, et égale son record personnel de 47 points produits. Sa moyenne au bâton s'élève à ,271. À leur quatrième saison en Ligue nationale, les Diamondbacks remportent la Série mondiale et deviennent la nouvelle franchise ayant gagné le titre le plus rapidement. Miller joue 16 matchs de séries éliminatoires et produit deux points en six parties pendant la finale qui oppose Arizona aux Yankees de New York. Miller joue sa dernière année en Arizona en 2002 et honore une sélection au match des étoiles. Le 13 novembre 2002, il est échangé aux Cubs de Chicago contre deux joueurs des ligues mineures.
Après une seule saison (2003) à Chicago, il est transféré le 13 décembre aux Athletics d'Oakland en retour du receveur Michael Barrett. Miller frappe pour ,272 avec Oakland en 2004 et établit des records personnels en carrière de 108 coups sûrs et 58 points produits. Vingt-cinq de ses coups sûrs sont des doubles. En défensive, il mène tous les joueurs de la Ligue américaine à sa position en retirant 35 coureurs adverses en tentative de vol durant la saison.
Devenu agent libre, il rejoint pour 2005 les Brewers de Milwaukee et y joue ses trois dernières saisons en carrière. Il obtient 105 coups sûrs, dont 25 doubles, en 2005 et récolte un sommet personnel de 50 points marqués. En 2006, il frappe 28 doubles, son total le plus élevé en carrière. Il joue sa dernière partie dans les majeures pour Milwaukee le 30 septembre 2007.
Damian Miller a joué 989 parties dans les Ligues majeures. Sa moyenne au bâton en carrière est de ,262 avec 834 coups sûrs, dont 205 doubles et 87 coups de circuit. Il totalise 406 points produits et 361 points marqués.